# 加吉穆拉德·拉希多夫
加吉穆拉德·加济甘多维奇·拉希多夫（俄语：Гаджимура́д Газига́ндович Раши́дов，達爾金語：Гъазиганла урши Хlяжимурад，1995年10月30日—）是一名俄罗斯自由式摔跤运动员，俄罗斯和世界锦标赛冠军和奖牌得主，世界冠军，两届欧洲冠军，2020年东京夏季奥运会铜牌得主。俄罗斯荣誉体育大师。達爾金人。